# Marxa
|  | Aquest article tracta sobre la manera de moure's fent servir les cames. Vegeu-ne altres significats a «Marxa (desambiguació)». |

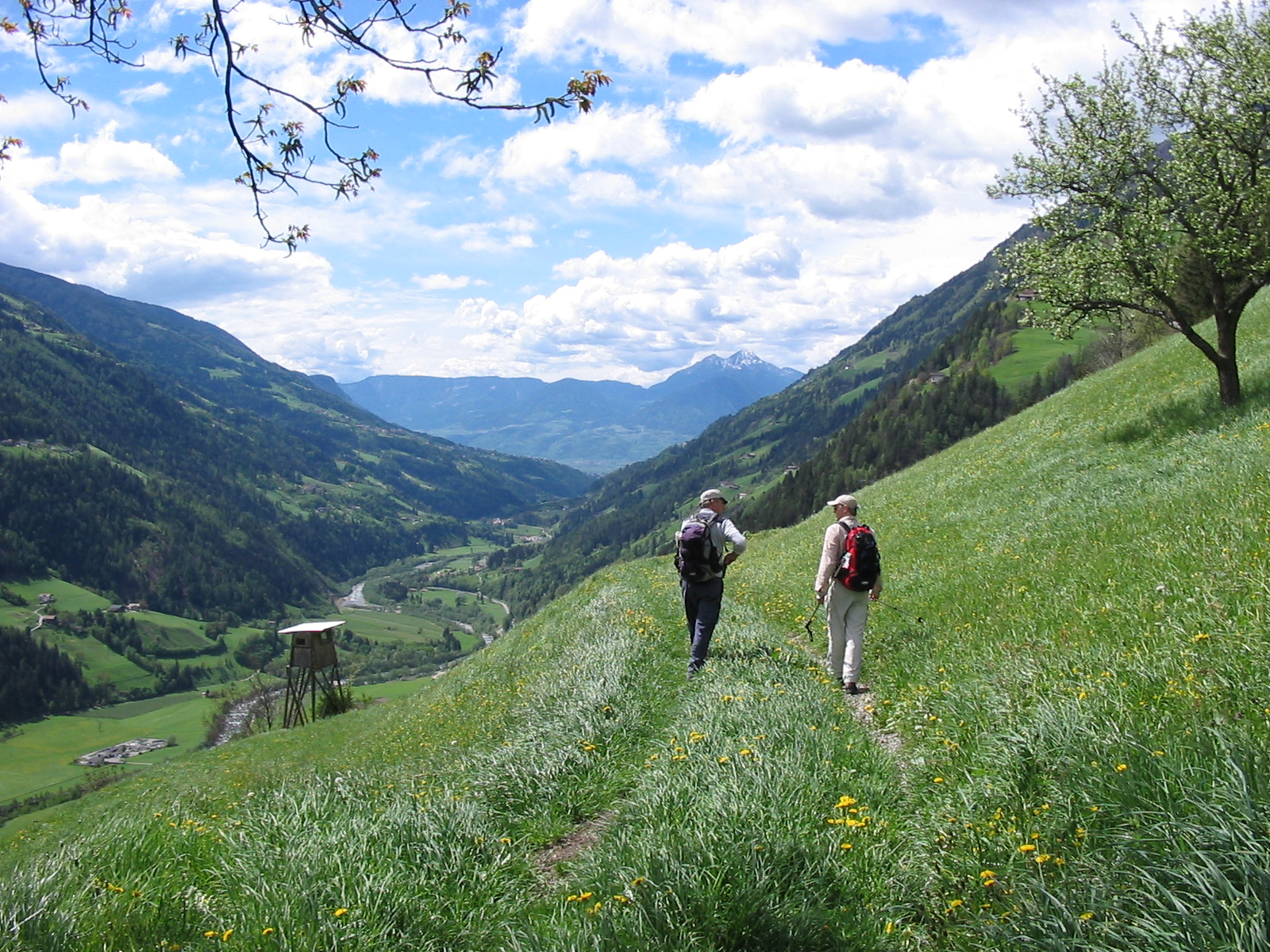
Marxa a la muntanya prop de Merano

La marxa  és la manera com la gent o els animals es mouen fent servir les cames. Si una persona va a caminar, es diu que ell o ella se'n va anar a "fer una passejada". Caminar, durant una bona estona, és conegut com un exercici sa. La marxa  és una forma de caminar a ritme sostingut com a pràctica d'exercici físic.
Es pot alternar amb altres exercicis recorrent circuits pel carrer o la muntanya. La diferència entre córrer i fer marxa és molt clara, però se sol entendre que la marxa és a ritme constant i a una velocitat gens ràpida. Es recomana fer-ho a la gent jubilada per a cremar el sucre en excés i mantenir-se en forma.